# LaserWriter
La LaserWriter è una stampante laser che utilizza come linguaggio di descrizione di pagina il PostScript, immessa sul mercato dalla Apple nel 1985. È stata una delle prime stampanti laser disponibili sul mercato. Assieme al programma PageMaker, la LaserWriter ha avuto un ruolo fondamentale nell'avvio della rivoluzione del desktop publishing. La stampante era progettata per essere utilizzata in congiunzione con un personal computer Macintosh; Apple non ha mai distribuito driver per altri computer.

## Storia

### Sviluppo della stampa laser
L'inizio dello sviluppo della stampa laser risale al 1969 e al lavoro di Gary Starkweather alla Xerox, che portò alla produzione della Xerox 9700 nel 1977. Parallelamente, l'IBM portò avanti la ricerca nel settore, arrivando nel 1976 all'elaborazione del sistema IBM 3800.

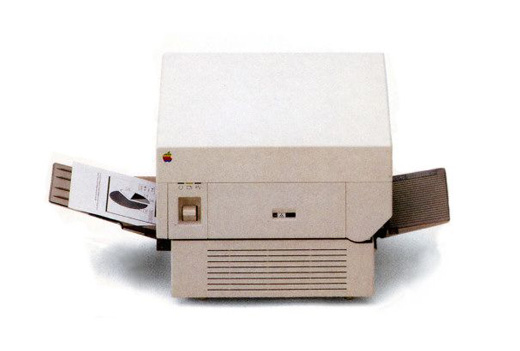
Apple LaserWriter (1985)

Intorno alla metà degli anni settanta anche la Canon cominciò a investire sulla produzione di stampanti laser, avviando una partnership con la Hewlett-Packard; così, dieci anni dopo, fu prodotta la HP 2680. Il primo modello desktop di stampante laser fu introdotto dalla HP nel 1983 e lanciato sul mercato al prezzo di 12800 $, ma le vendite furono pochissime. Sempre nel 1983 la Canon mise a punto la LPB-CX, una stampante laser dotata di un diodo laser che stampava con una risoluzione di 300dpi. Nel 1984 la HP lanciò sul mercato la prima stampante laser commerciale basata sulla LBP-CX: la HP LaserJet.

### Lo sviluppo in casa Apple
Steve Jobs vide la LPB-CX mentre trattava per delle forniture di floppy disk da 3.5" per l'Apple Macintosh. Nel frattempo John Warnock aveva lasciato Xerox per fondare Adobe e mettere in commercio una stampante laser basata sul PostScript. Jobs era al corrente del lavoro di Warnock e riuscì a trattare con lui ed ottenere la licenza d'uso del PostScript dalla Adobe per produrre una stampante laser in casa Apple. Le trattative tra Apple e Adobe si conclusero nel dicembre 1983, appena un mese prima che venisse annunciata l'uscita del Macintosh. Steve Jobs alla fine fece comprare alla Apple 2.5 milioni di dollari di azioni della Adobe.

### Distribuzione
La distribuzione della LaserWriter fu annunciato all'incontro annuale degli azionisti Apple il 23 gennaio 1985, lo stesso giorno in cui Aldus rivelò PageMaker.
Le vendite iniziarono nel marzo 1985 al prezzo di 6.995 dollari, molto più alto rispetto al modello della HP. Comunque, la LaserWriter aveva una peculiarità: il supporto AppleTalk, che permetteva di condividere la stampante con ben sedici Mac.
L'abbinamento di LaserWriter, PostScript, PageMaker e dell'interfaccia grafica del Mac unitamente all'integrazione della rete AppleTalk, in definitiva, trasformerà il panorama del desktop publishing.
Sebbene le stampanti della concorrenza ed i relativi linguaggi di controllo offrissero, al tempo, alcune delle capacità di PostScript, non erano in grado di creare impaginazioni in forma libera (come previsto nel desktop publishing), di usare tipi di carattere (font) vettoriali, o di avere lo stesso livello di dettaglio e di controllo sul layout di pagina. La LaserJet prodotta da HP era dotata di un più semplice linguaggio di descrizione di pagina, noto come Printer Command Language, il PCL. La versione per la LaserJet, PCL3, fu ricavata da quella delle precedenti stampanti a getto di inchiostro, con l'aggiunta della possibilità di caricare ulteriori tipi di carattere bitmap tramite cartucce opzionali. Mancava della potenza e della flessibilità di PostScript, almeno fino a quando diversi aggiornamenti non gli fornirono un certo livello di equivalenza. Passò del tempo prima che prodotti simili diventassero disponibili su altre piattaforme, quando ormai la combinazione PageMaker-Macintosh-PostScript-LaserWriter aveva già contribuito a creare l'industria del desktop publishing.

## Modelli

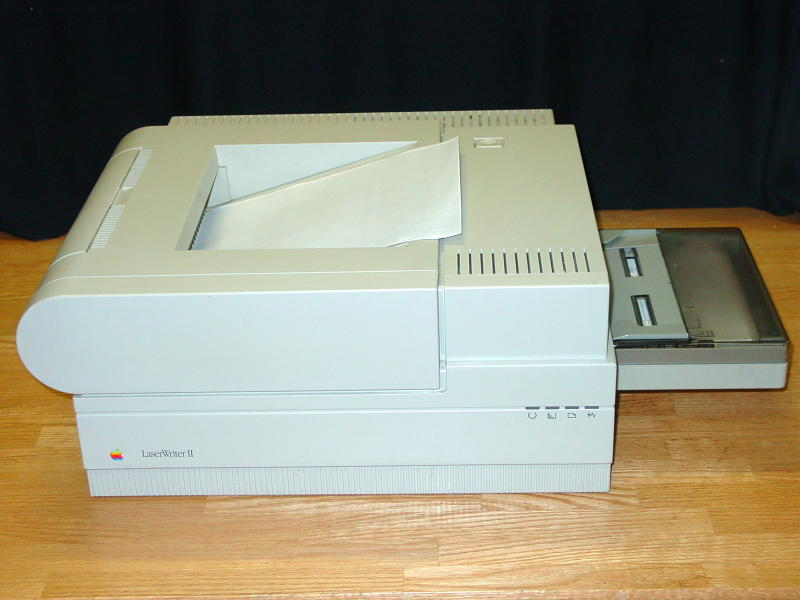
Apple LaserWriter II (1988)

La prima LaserWriter prodotta ebbe un notevole successo e così la Apple decise di produrne nuovi modelli, con risoluzione maggiore e in grado di stampare a colori.
Nel tardo 1986 uscì il modello LaserWriter Plus, molto simile all'originale, ma con in più il supporto per altri 22 tipi di carattere.
Nel 1988 uscirono nuovi modelli di LaserWriter:
- LaserWriter II SC: sviluppata per essere più economica dei precedenti modelli. Significativo infatti è l'abbandono dell'interpretePostScript per l'interprete QuickDraw che essendo di proprietà Apple non richiedeva il pagamento di licenze;
- LaserWriter II NT: il processore scelto è il Motorola 68030, l'interprete PostScript passa alla versione 2 e viene incluso l'interprete PCL 4+ per facilitare l'interoperabilità con le macchine non Macintosh;
- LaserWriter II NTX: dotata di un processore a 32 bit come il Motorola 68020 in modo da poter elaborare più agevolmente i comandi degli interpreti PostScript e LaserJet forniti con la stampante;
- LaserWriter IIg: è dotata del più veloce processore disponibile allora (1991), dei migliori interpreti di pagina ef è il modello che supporta più RAM, 32 MByte al massimo della espansione;
- LaserWriter IIf.